# Elisabeth Wolff-Zimmermann
Elisabeth Wolff-Zimmermann (* 14. September 1876 in Posen; † 20. Dezember 1952 in Wiesbaden) war eine deutsche Malerin und Grafikerin.

## Leben
Elisabeth Zimmermann wurde 1876 in Posen/Preußen geboren und erhielt ihre künstlerische Ausbildung an der Staatlichen Akademie für Kunst und Kunstgewerbe Breslau, an der privaten Münchner Kunstschule des Malers Walter Thor und an der Akademie der Bildenden Künste München. Hier war auch der Schlesier Heinrich Wolff (1875–1940) ihr Lehrer. 1902 folgte sie ihm, der einer Berufung an die Kunstakademie nach Königsberg gefolgt war, und heiratete ihn.
1937 verließen die Wolffs Königsberg und gingen nach München, wo Heinrich Wolff 1940 starb. Wolff-Zimmermann zog 1950 mit ihrer Tochter nach Wiesbaden. Dort starb sie am 20. Dezember 1952.

## Künstlerisches Werk
Wolff-Zimmermann schuf neben zahllosen graphischen Porträts auch Landschaften und Blumenstücke, dabei wendete sie sich der Öl- und der Pastellmalerei zu, verwendete aber ebenso Aquarell- und Mischtechniken.
In Artikeln und Vorträgen hat sich Wolff-Zimmermann auch immer wieder mit der Rolle der Frau in der Kunst beschäftigt. Sie schuf viele Porträts von bedeutenden Frauen wie etwa Käthe Kollwitz, Agnes Miegel und Ina Seidel und die deutsche Frauenrechtlerin und Hauswirtschaftsleiterin Olga Friedemann (1857–1935). Aus Anlass ihres 75. Geburtstages am 16. Juli 1932 wurde Olga Friedemann von Elisabeth Wolff-Zimmermann, in 2 Sitzungen porträtiert. Wolff-Zimmermann nahm im August 1932 zur Ausführung des Gemäldes Stellung: In dem Aufsatz „Vom richtigen Altern“ bewundert die Malerin die durchgeistigten Züge Olga Friedemanns und glaubt, „dass es der Geist ist, der auch hier entscheidend daran arbeitet, ob Schönheit der Jugend eine andere, vergeistigte und beseelte Schönheit abzulösen vermag, und dass diese Schönheit...zu erwerben, in jedes Menschen Macht liegt.“
1934 stellte sie als Gast auf der Herbstausstellung der Prager Secession aus.
In der Zeit des Nationalsozialismus war sie Mitglied der Reichskammer der bildenden Künste und beteiligte sie sich an Ausstellungen, u. a. 1941 mit einer Porträt-Zeichnung von Ricarda Huch an der Großen Deutschen Kunstausstellung in München.

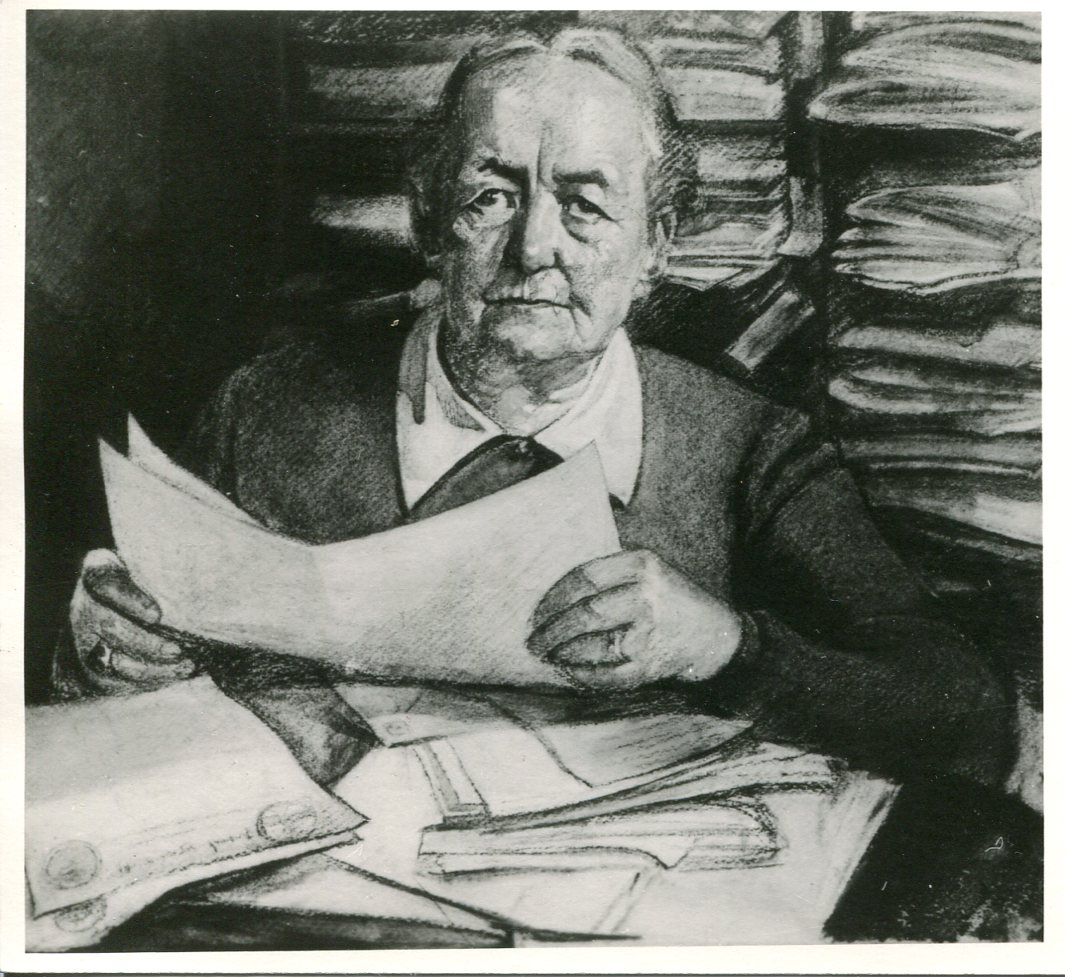
Olga Friedemann, zu ihrem 75. Geburtstag, gemalt von Elisabeth Wolff-Zimmermann

## Weitere Ausstellungen in der NS-Zeit
- 1934: Darmstadt, Städtisches Ausstellungsgebäude Mathildenhöhe („Deutsche Frühjahrsausstellung des Kampfbunds für deutsche Kultur, Ortsgruppe Dortmund“)
- 1935: Königsberg, Kunsthalle am Wrangelturm („Ostpreußenkunst. Kunstausstellung des Königsberger Kunstvereins“)
- 1941: Berlin, Gästehaus der Reichsfrauenführung („Künstlerisches Frauenschaffen der Gegenwart“)
- 1942: München („Münchener Kunstausstellung“)